# Route nationale 369
Pour les articles homonymes, voir Route 369.
La route nationale 369 ou RN 369 était une route nationale française reliant La Ferté-sous-Jouarre à Château-Thierry. À la suite de la réforme de 1972, elle a été déclassée en RD 402 en Seine-et-Marne et en RD 969 dans l'Aisne.
Voir le tracé de la RN 369 sur Google Maps

## Ancien tracé de la Ferté-sous-Jouarre à Château-Thierry (D 402 et D 969)
- La Ferté-sous-Jouarre (km 0)
- Reuil-en-Brie (km 3)
- Luzancy (km 6)
- Méry-sur-Marne (km 7)
- Nanteuil-sur-Marne (km 9)
- Crouttes-sur-Marne (km 11)
- Charly-sur-Marne (km 15)
- Saulchery (km 18)
- Romeny-sur-Marne (km 19)
- Azy-sur-Marne (km 24)
- Essômes-sur-Marne (km 28)
- Château-Thierry (km 30)